# Millettia wellensii
Millettia wellensii är en ärtväxtart som beskrevs av De Wild. Millettia wellensii ingår i släktet Millettia och familjen ärtväxter. Inga underarter finns listade i Catalogue of Life.